# Mentui
Mentui es una localidad española del municipio de Bajo Pallars, perteneciente a la provincia de Lérida, en la comunidad autónoma de Cataluña. Ubicada en la comarca del Pallars Sobirá, en 2013 tenía una población de 4 habitantes.

## Geografía
Está situado en el sector occidental del término, al oeste de Cabestany, Montcortés y del lago homónimo. Hasta allí se llega a través de una pista que comunica todas estas poblaciones.
Es un núcleo muy pequeño y compacto, reunido alrededor de una plaza donde se encuentra la iglesia de San Antonio Abad. 

## Historia
Mentui aparece citado en el Diccionario geográfico-estadístico-histórico de España y sus posesiones de Ultramar, obra de Pascual Madoz. Por aquel entonces tenía contabilizada una población de 13 habitantes. Por su gran interés documental e histórico, se transcribe a continuación dicho artículo sin abreviaturas y respetando la grafía original.

MENTUY: aldea agregada al distrito municipal de Moncortes (½ hora) en la provincia de Lérida (27), partido judicial de Sort (3), audiencia territorial y capitanía general de Barcelona (43), diócesis de Seo de Urgel (12). SITUADA en una eminencia donde reinan los vientos del oeste y el CLIMA fresco es propensos á catarros. Tiene 3 CASAS y una iglesia (la Virgen del Rosario), aneja de la parroquia de Peracals: el cementerio se halla dentro de la aldea, pero bien ventilado, así como una fuente, además de otra que existe á corta distancia y ambas abastecen de agua á los vecinos. Confina el TÉRMINO por el norte con el de la Pobleta y Moncortes (½ hora): este Moncortes (medio cuarto); sur el de Peracals y Puitgcervé (½), y oeste el de la Pobleta (¾). El TERRENO es de mala calidad y de secano, abundando en él las canteras de yeso. Los CAMINOS dirigen a los pueblos limitrofes, de herradura y en mal estado; reciben la CORRESPONDENCIA de la  Pobla de Segur por espreso. PRODUCTOS trigo, centeno, patatas y poca yerba; cria ganado lanar y vacuno y caza de perdices y conejos POBLACION 2 vecinos 13 almas. RIQUEZA IMPONIBLE 15 755 CONTRIBUCION El 14'48 por 100 de esta riqueza
(Madoz, 1848, p. 380)

La iglesia de San Antonio Abad fue sufragánea de la de Peracalç hasta la reforma de 1904, en que fue unida a la parroquia de Montcortés. Entonces tenía como titular a san Lorenzo. En la misma plaza que la iglesia está la casa Rei, la más importante del pueblo. En ella nació el jurisconsulto catalán Joaquim Rey Rey, catedrático de leyes en la Universidad de Cervera y, más tarde, en la de Barcelona, donde llegó a ser rector entre 1845 y 1850.
Hasta 1969 perteneció al antiguo municipio de Montcortés de Pallars.